# Slag bij Mu'tah
De Slag bij Mu'tah vond plaats in september 629 in Mu'tah, niet ver van Al-Karak. Het was de eerste confrontatie tussen het Byzantijnse Rijk en het opkomende Arabische Rijk.

## Achtergrond
Toen de profeet Mohammed een afgevaardigde stuurde naar de heerser van Bosra, werd die onderschept en vervolgens terechtgesteld op bevel van een gouverneur van de Ghassaniden. Mohammed stuurde een vergeldingsleger bestaande uit 3000 man om de schuldigen te straffen. Dit leger werd geleid door Zayd ibn Haritha al-Kalbi. De Byzantijnen waren op de hoogte van de komst van de moslims.

## Slag
Het moslimleger was veel kleiner in getal. Toen de moslims over de troepensterkte van de Byzantijnen te weten kwamen, vroegen ze aan Mohammed voor versterking. Een generaal van het moslimleger, 'Abdullah ibn Rawahah, herinnerende zijn mannen eraan dat er twee mogelijke uitkomsten waren, die hij allebei gunstig achtte, namelijk de overwinning behalen of als martelaar sterven. Hierop ging het leger de strijd aan. Drie moslimgeneraals onder wie Zayd ibn Haritha sneuvelden bij de slag, waarna Khalid ibn Walid de leiding overnam. Bekwaam als hij was, blies hij de aftocht.

## Vervolg
Terug in Medina werden de soldaten beschuldigd van vaandelvlucht. Mohammed kwam tussen beide en gaf Khalid ibn Walid, de titel Sayfullah, het zwaard van Allah. De gevallen soldaten kregen de eer van Shahid of martelaar. Later werd er op het slagveld een mausoleum gebouwd.